# Hålisstonga
Der Hålisstonga (norwegisch für Glatteispfosten) ist ein 2780 m hoher Berg im ostantarktischen Königin-Maud-Land. In der Orvinfjella ragt er am südlichen Ende des Kurzegebirges auf.
Norwegische Kartographen, die den Berg auch benannten, kartierten ihn anhand von Luftaufnahmen und Vermessungen der Dritten Norwegischen Antarktisexpedition (1956–1960).